# Кастеллан, Лионель
Маркиз Лионель Бонифас де Кастеллан-Мажастр (фр. Lionel Boniface de Castellane-Majastres, 28 сентября 1891 — 29 ноября 1965) — французский пловец и фехтовальщик, призёр Олимпийских игр.

## Биография
Родился в 1891 году; происходил из древнего провансальского рода. В 1920 году принял участие в Олимпийских играх в Антверпене, где стал обладателем серебряной медали в командном первенстве в фехтовании на рапирах.